# Східний Кільдін
Східний Кільдін (рос. Восточный Кильдин) — населений пункт  у Кольському районі Мурманської області Російської Федерації.
Населення становить 4 особи. Належить до муніципального утворення Теріберське сільське поселення .

## Населення
| 2002 | 2010 |
| ---- | ---- |
| 22   | ↘4   |